# Église Sainte-Marie de Wurtzbourg
L'église Sainte-Marie est une église dans la cour intérieure de la forteresse de Marienberg, sur les hauteurs de Wurtzbourg en Bavière.

## Histoire
Le duc Hedan II (de) fait bâtir vers 706 une petite église sur un éperon qu'on appellera Marienberg et qu'il consacre à la Vierge. Jusqu'au transfert des ossements des martyrs Kilian, Colomban (de) et Totnan (de) dans la cathédrale en 788, l'église Sainte-Marie est l'église épiscopale à la fondation du diocèse en 742. On rapporte que l'église fit partie en 983 de la paroisse de l'église Saint-Burchard (de).
Sous l'épiscopat de Henri, au début du XIe siècle, on construit au même endroit une nouvelle église avec en partie les pierres de la première église. Elle devient un lieu de pèlerinage puis l'église de la cour par Konrad von Querfurt. Il fait certains changements structurels de l'église et agrandit les fenêtres. Après un incendie en 1600, le prince-évêque Jules Echter von Mespelbrunn reconstruit l'église. Il élargit le chœur, ajoute une balustrade et une lanterne à la place des cloches au-dessus du dôme ; de même, il fait la décoration en stuc dans le style de la Renaissance.
Le portail en grès rouge date de son épiscopat. Y sont représentés les apôtres Pierre et Paul, l'Annonciation et deux évêques (Kilian et Burchard) tenant une statue de Marie. Au-dessus du portail, on trouve les armes d'Echter.
Dans le bâtiment central de l'église, il y a une vingtaine de plaques tombales représentant les évêques de Wurtzbourg.